# Balkrishna Vithaldas Doshi
Balkrishna Vithaldas Doshi (en goudjarati : બાલકૃષ્ણ વિઠ્ઠલદાસ દોષિત), né le 26 août 1927 à Pune (Inde britannique) et mort le 24 janvier 2023 à Ahmedabad (Inde), est un architecte indien.
En 2018, il devient le premier architecte indien à recevoir le prix Pritzker.

## Biographie
Balkrishna Vithaldas Doshi fait ses études au Fergusson College à Pune, à la J. J. School of Architecture de Mumbai et au North London Polytechnic.
Il commence sa carrière en 1951 en qualité de stagiaire dans l'Agence de Le Corbusier. Il travaille dans l'agence de Le Corbusier à Paris et, en 1955, retourne en Inde où il supervise les nouveaux bâtiments de Chandigarh, nouvelle capitale du Pendjab et Haryana. Il est le représentant de Le Corbusier à Ahmedabad de 1954 à 1959.
Il ouvre son agence Vastu-Shilpa à Ahmedabad en 1955.
Il travaille avec Louis Kahn et Anant Raje sur le design du campus de l'Institut indien du management à Ahmedabad.
Il fait partie du jury de nombreux prix tels que le prix Preksler d'architecture, le Indira Gandhi Centre national pour les arts, ou le prix Aga Khan d'architecture.
En plus de son travail d'architecte, B. V. Doshi est connu pour son œuvre pédagogique. Il est cofondateur, avec l'architecte Bernard Kohn et le Dr Vakil  de l'école d'architecture d'Ahmedabad (1962-1972), où il a conçu un enseignement intégrant les sciences sociales et les arts, et du Centre for Environmental Planning and Technology (1972-1981) et du Centre des arts de Kanoria, à Ahmedabad.
En 2007, le Global Award for Sustainable Architecture est attribué à Doshi, qui compte ainsi parmi les cinq premiers lauréats du prix. Il récompense son travail en faveur de la réunification des héritages occidental et indien. Démarche qui lui a fait prendre le tournant d’un autre modèle de développement que le modèle moderniste Une dizaine d’années plus tard, le prix Pritzker a conforté cette nouvelle lecture de son œuvre.
En 2019 le Vitra Design Museum, à Weil am Rhein, en Allemagne, présente une  rétrospective de son travail.

## Récompenses
- 1996 : prix Aga Khan[4]
- 2007 : global award for sustainable architecture (première édition)[5]
- 2018 : prix Pritzker[6].

## Principales réalisations

Section académique de l’Institut indien du management à Bangalore, réalisé en 1983 par B. V. Doshi

- 1990- Gufa (centre d'art avec Maqbool Fida Husain)
- 1980-1984 Gandhi Labor Institute, Ahmedabad
- 1979-1980 Studio Sangath, Ahmedabad
- 1962 Centre for Environmental Planning and Technology, Ahmedabad
- 1962-1974 Indian Institutes of Management avec Louis Kahn et Anant Raje

## Publications
- (en) Balkrishna Doshi -An Architecture for India, B. V. Doshi, W. J. R. Curtis Rizzoli, 1988.  (ISBN 0-8478-0937-4)
- (en) Identity in architecture; contemporary pressures and tradition in India in Architectural Association (Grande-Bretagne) - AAQ, 1/1981, B. V. Doshi, p. 19–25
- (en) Rethinking Modernism for the Developing World : The Complete Architecture of Balkrishna Doshi, James Steele, Watson-Guptill Publications (septembre 1998).  (ISBN 0-8230-0227-6).